# 朱德润

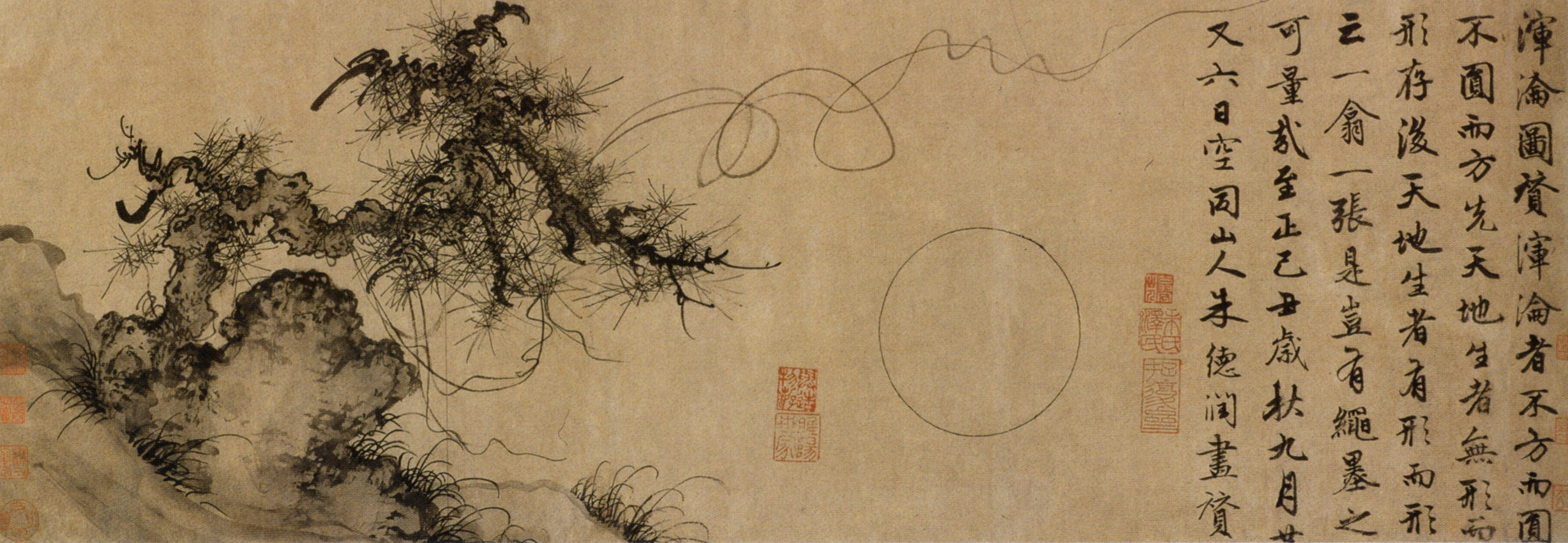
浑沦图

朱德润（1294年—1365年），字泽民（一說字順孫），号睢阳山人，中国元代画家，祖籍睢阳（今河南省商丘市）。传世作品有《林下鸣琴图》、《群峰秋色图》、《秀野轩图》、《六和塔城前放船图》、《游虎丘图》、《耕渔轩图》等。

## 延伸阅读
[在维基数据编辑]
 《新元史/卷237》，出自柯劭忞《新元史》
 在维基共享资源阅览影像